# Delulu
Delulu (/dɪlulu/ ⓘ) là một từ lóng trên mạng dùng để mô tả niềm tin rằng một người có thể tác động đến vận mệnh của chính mình thông qua sức mạnh ý chí tuyệt đối. Được viết chế tác từ từ "delusional" trong tiếng Anh, thuật ngữ này có nguồn gốc từ các cộng đồng K-pop, trong đó thuật ngữ "delulu" được sử dụng để chỉ những cá nhân có mối quan hệ cận xã hội với những người nổi tiếng và hy vọng một ngày nào đó sẽ được gặp họ. Thuật ngữ này sau đó đã được Gen Z và Gen Alpha sử dụng, trở nên phổ biến thông qua các xu hướng được lan truyền trên TikTok, ví dụ như câu nói hài hước "Delulu is the solulu", tạm dịch là "Hoang tưởng chính là cách giải quyết vấn đề của bạn".